# Aubrey de Vere (Ritter)
Sir Aubrey de Vere (um 1440; † 20. Februar 1462) war ein englischer Ritter.

## Leben
Aubrey war der älteste Sohn von John de Vere, 12. Earl of Oxford und Elizabeth Howard. Er wurde zum Knight Bachelor geschlagen und hatte 1458 das Amt eines Friedensrichters von Suffolk inne.
Er war wie sein Vater ein kompromissloser Anhänger des Hauses Lancaster und kämpfte während der Rosenkriege bei der Zweiten Schlacht von St Albans (1461) und wahrscheinlich auch bei Towton (1461).
Sir Aubrey wurde zusammen mit seinem Vater und anderen Lancastrians, wie Sir William Tyrell of Beeches, im Februar 1462 verhaftet, in den Tower of London gebracht und wegen Hochverrat zum Tode verurteilt. Den Vorsitz hatte der wegen seiner Grausamkeit bekannte John Tiptoft, 1. Earl of Worcester. Sir Aubrey wurde am 20. Februar 1462 auf dem Tower Hill enthauptet. Er wurde im Augustinerstift Austin Friars in London bestattet. Sein jüngerer Bruder John erbte hierauf dann den Titel des Earl of Oxford.

## Ehe und Nachkommen
Sir Aubrey war verheiratet mit Anne, Tochter des Humphrey Stafford, 1. Duke of Buckingham
Das Paar hatte keine Nachkommen.